# Daia (gmina Bahnea)
Daia (węg. Szászdálya) – wieś w Rumunii, w okręgu Marusza, w gminie Bahnea. W 2011 roku liczyła 192 mieszkańców.